# Q Residences
Q Residences is een luxe wooncomplex in de wijk Buitenveldert in Amsterdam. Het complex bestaat uit twee woontorens, Quartz en Qube, waarin 248 huurwoningen zijn ondergebracht. Het is gelegen in het zuidwestelijk kwadrant van de kruising Van Nijenrodeweg en de Buitenveldertselaan.

## Geschiedenis
Tot diep in de jaren vijftig was dit agrarisch gebied. Dat viel ten prooi aan de uitbreidende stad, die hier werd gepland naar een indeling van het Algemeen Uitbreidingsplan van Cor van Eesteren. Er werden (in die tijd) halfhoge flats neergezet met veelal portiekwoningen. Uitzondering daarop vormden de grotere flatgebouw aan de Van Nijenrodeweg. In het zuidwestelijk kwadrant van de kruising kwam een twee verdiepingen hoog bedrijfsgebouw te staan van/voor ENTAM (Eerste Nederlandse Taxi-Auto Maatschappij) met reparatiewerkplaats. In 1962 ging de eerste heipaal van dit gebouw ontworpen door Ger Husslage de grond in.   Het werd later betrokken door Bruynzeel Keukens. Het werd in de 21 eeuw gesloopt om plaats te maken voor woningbouw.

## Nieuwbouw

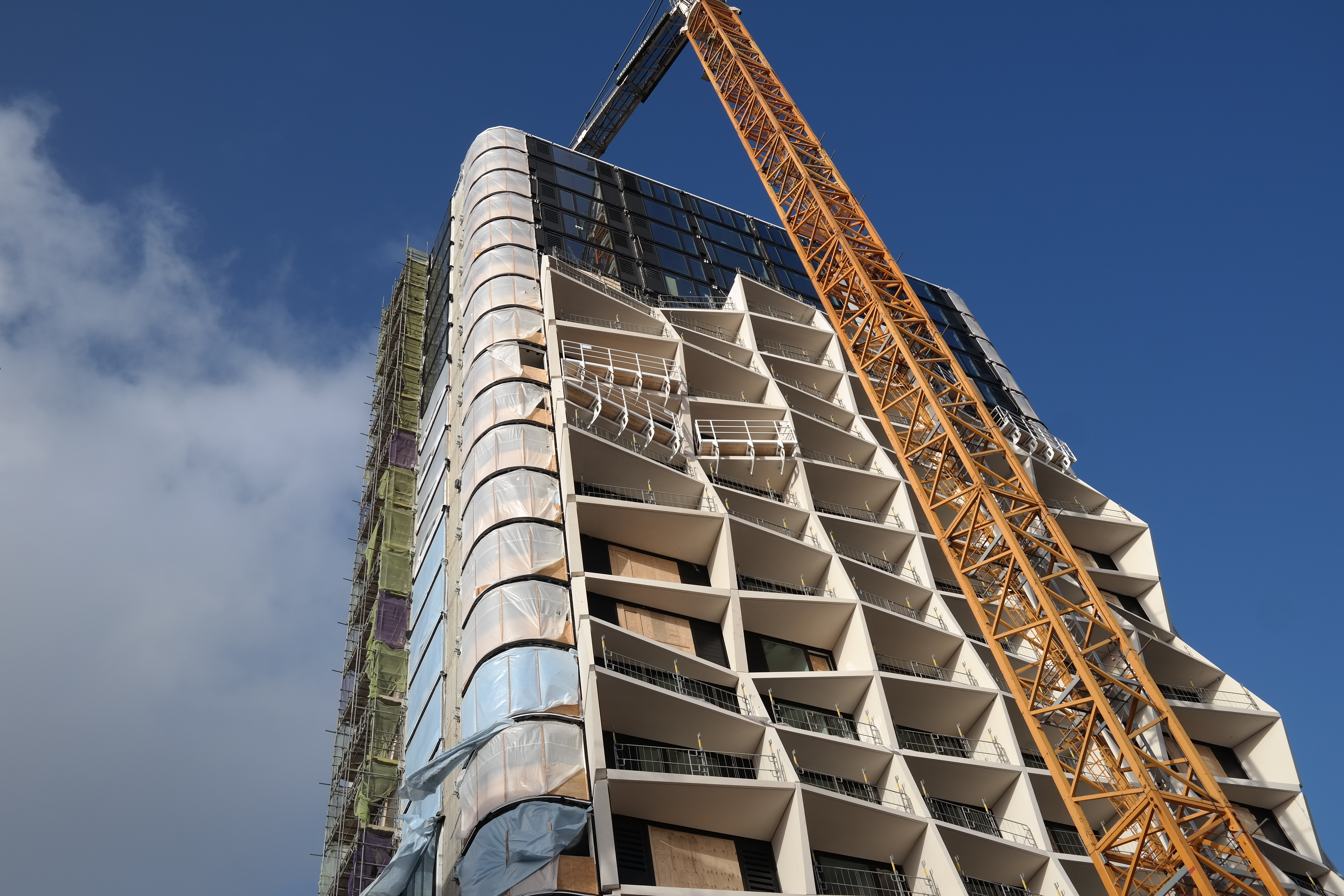
Q Residences in aanbouw in 2022

De eerste paal voor Q Residences werd geslagen op 11 oktober 2019 en hoogste punt van Quartz werd bereikt op 2 november 2021. De beide gebouwen werden op 12 december 2022 officieel geopend door locoburgemeester van Amsterdam Reinier van Dantzig.

## Architectuur
De torens zijn ontworpen door Jeanne Gang van het architectenbureau Studio Gang Architects uit Chicago. Het is het eerste voltooide bouwwerk van dit bureau in Europa. . Meest in het oog springend is de hoge woontoren Quartz met zijn golvende gevel van uit wit cement en natuursteengranulaat bestaand sierbeton. Het kleinere Cube ("slechts acht etages") werd door Jaap Huisman in 2022 gezien als overgang naar de achterliggende woonwijk uit de jaren zestig. Hij maakte destijds vanwege de golving ook de vergelijking met ontwerpen van architect Antoni Gaudí. Het plaza werd ontworpen door tuinarchitect Piet Oudolf in samenwerking met Deltavormgroep, het interieur door Piet Boon. De ingang wordt opgesierd met een beeldhouwwerk van Studio Job.

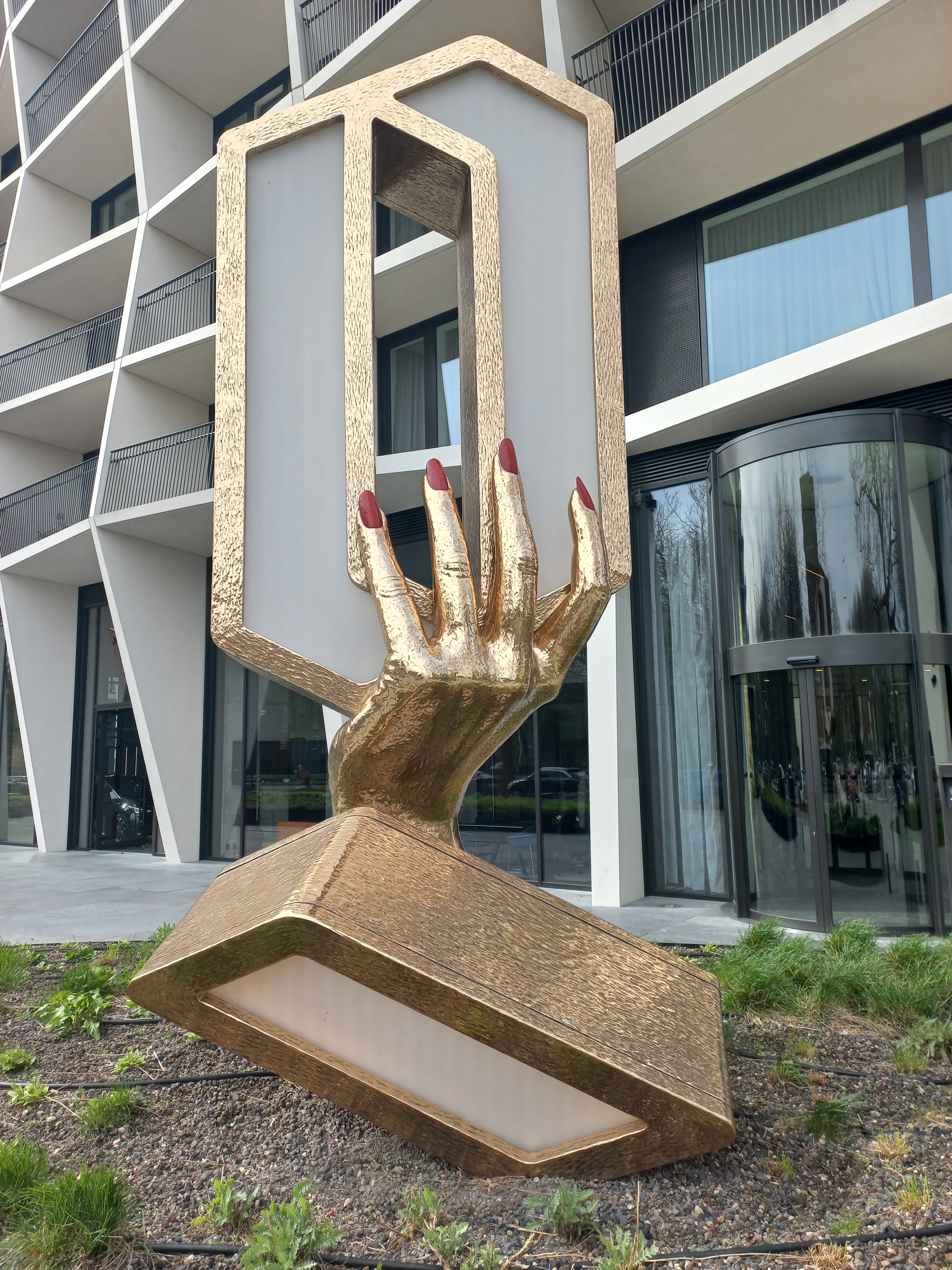
Kunst van Studio Job (april 2024)